# Office central pour la répression du trafic illicite des stupéfiants
L'Office central pour la répression du trafic illicite des stupéfiants (OCRTIS) était un organisme français de lutte contre le trafic de stupéfiants à compétence nationale notamment dans les Outre-mer. C'était un service spécial de la Sous-direction de la lutte contre la criminalité organisée et la délinquance financière (SDLCODF) de la direction centrale de la Police judiciaire.
Il comptait environ 140 hommes, qui exerçaient leurs compétences d'initiative ou en renfort des services territoriaux de la Sécurité publique ou de la PJ.
Il a été remplacé par l'Office anti-stupéfiants (OFAST) le 1er janvier 2020.

## Histoire
L'OCRTIS est créé par décret le 3 août 1953, selon les recommandations de la Convention internationale sur les stupéfiants signée à la Société des Nations le 26 juin 1936, reprises dans l'article 35 de la Convention unique sur les stupéfiants de 1961 de l'ONU.
En 2001, les unités opérationnelles de l'Ocrtis sont confiées à François Thierry.
Répondant à la volonté de Nicolas Sarkozy, alors ministre de l’intérieur, de placer les acteurs de la lutte au plus près des sources de production de la cocaïne, une antenne Caraïbe de l’OCRTIS est créée à Fort-de-France par l’arrêté du 9 février 2004.
François Thierry recrute le baron du trafic de hachisch Sofiane Hambli après son arrestation en 2009. Son avocate est Anne-Claire Viethel, la compagne de François Thierry,.
François Thierry devient le patron de l'OCRTIS en 2010.
En mars 2011, le ministre de l'intérieur Claude Guéant vient saluer la saisie par l'Ocrtis de sept tonnes de cannabis entrées par camion du Maroc via l’Espagne.
Le 23 septembre 2013, le ministre de l'Intérieur, Manuel Valls, est venu à Nanterre en présence de François Thierry, pour féliciter les enquêteurs de plus grosse saisie de cocaïne de l'histoire en France métropolitaine : 1 332 kilogrammes dissimulés dans une trentaine de valises à bord d'un vol Air France Caracas-Paris. 
En mars 2016, François Thierry  est nommé à la sous-direction antiterroriste de la police judiciaire, puis « officiellement soupçonné d’avoir pris une part active au trafic » quand il était à la tête de l’OCRTIS, il est mis en examen en 2017. 70 policiers de l'OCRTIS déposent leurs armes en signe de protestation en octobre 2017.
François Thierry est l'objet d'une double instruction judiciaire à Lyon et à Bordeaux. Il est mis en examen pour « faux et complicité de faux en écriture publique par dépositaire de l'autorité publique » et « complicité de trafic de stupéfiants » et « participation à une association de malfaiteurs »,. À la suite de l'instruction judiciaire menée à Lyon sur une fausse garde à vue, le parquet requiert, en juillet 2022, le renvoi de François Thierry devant les assises pour « faux en écriture publique » et « destruction de preuve »,. Le 12 décembre 2023, le parquet de Bordeaux requiert un non-lieu pour l’ancien chef de la lutte antistupéfiants, l'enquête n’ayant pas « démontré d’éléments intentionnels de François Thierry pour favoriser le trafic perpétré par Sofiane Hambli », qui était alors son informateur.
Le commissaire Stéphane Lapeyre, ancien numéro 3 de l’OCRTIS, dans une affaire datant de 2013, est mis en examen en juin 2022 pour « complicité de trafic de stupéfiants ». Quand il a été mis en cause, les policiers de l'office avaient déposé leurs armes sur le bureau de la Direction Centrale de la Police Judiciaire,.  
À la suite de controverses et scandales liés à des livraisons surveillées de stupéfiants et à la gestion des informateurs hors cadre légal, une réorganisation de la lutte contre les trafics est décidée. Le gouvernement annonce en septembre 2019, la création de l'OFAST, opérationnel depuis le 1er janvier 2020. Il remplace donc l'OCRTIS. Il dispose de seize antennes et est composé de 150 policiers et gendarmes,.

## Missions
L'OCRTIS avait pour objectif la lutte contre le trafic de stupéfiants. Plus précisément :
- de centraliser l'ensemble des renseignements en lien avec le trafic de drogues
- de coordonner les opérations sur l'ensemble du territoire
- de représenter la police judiciaire française aux réunions des organismes nationaux et internationaux

- d'élaborer les statistiques nationales des saisies de stupéfiants réalisées par tous les services répressifs (gendarmerie, douane, sécurité publique)

## Organisations
L'office central était constitué de deux formations : le groupe d'analyse et de renseignement, et la section opérationnelle.
La section opérationnelle était composée de six groupes et d'une antenne sur l'aéroport Roissy-Charles de Gaulle.

## Implantations
Le siège de l'OCRTIS était situé à Nanterre.
l'OCRTIS disposait d'antennes dans différentes villes:
- Lille
- Marseille
- Bordeaux avec un détachement implanté à Bayonne
- Toulouse
- L'antenne Caraïbe était installée au Fort Saint-Louis à Fort-de-France, avec deux détachements territoriaux à Pointe-à-Pitre et à Saint-Martin

## Statistiques
Les données pour les années 1999-2008 concernant la lutte contre le trafic de cannabis sont les suivantes.
| Années | Nombre de saisies de résine | Quantité saisie de résine(kg) | Nombre de saisies d'herbe | Quantité saisie d'herbe (kg) |
| ------ | --------------------------- | ----------------------------- | ------------------------- | ---------------------------- |
| 1999   | 39 214                      | 52 176                        | 4 854                     | 3 382                        |
| 2000   | 43 987                      | 64 096                        | 5 839                     | 4 865                        |
| 2001   | 40 014                      | 48 710                        | 5 784                     | 3 922                        |
| 2002   | 48 945                      | 58 195                        | 7 417                     | 6 146                        |
| 2003   | 56 574                      | 78 374                        | 9 119                     | 3 997                        |
| 2004   | 63 728                      | 103 705                       | 10 208                    | 3 931                        |
| 2005   | 62 396                      | 83 470                        | 10 205                    | 3 062                        |
| 2006   | 57 848                      | 67 891                        | 10 201                    | 3 773                        |
| 2007   | 66 500                      | 34 182                        | 11 381                    | 3 047                        |
| 2008   | 85 096                      | 71 000                        | 12 074                    | 3 422                        |

Le nombre d'interpellations liées au cannabis a été d'environ 76 000 en 1999 et de 152 845 en 2008.